# メガサワラ
メガサワラは、日本の漫画家。代表作は『スライムライフ』（集英社）。

## 略歴
2015年頃からウェブコミック投稿サイト「少年ジャンプルーキー」（集英社）などに漫画を投稿。
2016年5月、「少年ジャンプ+」（集英社）にて読切「トイ・パラダイス」でデビュー。
2017年5月、「少年ジャンプ+」にて読切「スライムライフ」を発表。同作品は大人気となり、8月より連載。

## 作品リスト
- トモダチ日記（少年ジャンプルーキー、2015年4月4日公開）[2]
- サリアの魔法陣（少年ジャンプルーキー、2015年10月1日公開）[3]
「スライムライフ」の元になっている作品[4]。
- 悪魔のいる天国（少年ジャンプルーキー、2015年12月19日公開、2015年12月期 ルーキー賞最終候補作）[5]
- トイ・パラダイス（少年ジャンプ＋、2016年5月4日公開）[6]
- トンネル（少年ジャンプルーキー、2016年12月5日公開）[7]
- スライムライフ（少年ジャンプ＋、2017年8月23日 - 2020年11月1日）[8]
- タヌキツネのゴン（少年ジャンプ＋、2022年8月11日 - 2024年1月11日）[9]

### その他
- スライムライフのLINEスタンプ（2018年3月）[10]

## インタビュー等
- 少年ジャンプルーキー編集部ブログ「【第31回】準備期間、作画環境…ジャンプ＋連載作家の執筆事情を大公開！」[11]
- 少年ジャンプルーキー編集部ブログ「【第32回】どうやって作られる!?コミックスの顔！“コミックスカバー”の作り方を徹底紹介!!」[12]